# Peter Maximoff
Peter Maximoff / Mercúrio (Quicksilver em inglês) é um personagem fictício que aparece na série de filmes X-Men da 20th Century Fox, interpretado pelo ator norte-americano Evan Peters e baseado no personagem Mercúrio da Marvel Comics, um mutante com a capacidade de se mover em super velocidade. O personagem apareceu nos filmes X-Men: Dias de um Futuro Esquecido (2014), X-Men: Apocalipse (2016) e X-Men: Fênix Negra (2019), e teve uma participação especial em Deadpool 2 (2018).    Uma referência ao personagem é feita na série de televisão WandaVision, do Universo Cinematográfico Marvel, onde Evan Peters atua como um farsante chamado de Ralph Bohner, que se passa por Pietro Maximoff (interpretado por Aaron Taylor-Johnson), o irmão de Wanda Maximoff, que morreu em Avengers: Age of Ultron (2015).

## Aparições
Em maio de 2013, o diretor Bryan Singer anunciou que Evan Peters tinha sido escalado como Mercúrio no filme X-Men: Days of Future Past. Peters interpretou o personagem no filme de 2014, X-Men: Dias de um Futuro Esquecido,  e sua sequência de 2016, X-Men: Apocalipse. Em 2019, ele reprisou o papel de Mercúrio na sequência do filme Dark Phoenix. Após a aquisição da 21st Century Fox pela The Walt Disney Company, todos os personagens relacionados aos X-Men foram transferidos de volta para a Marvel Studios.
Em X-Men: Dias de um Futuro Esquecido, Maximoff é apresentado como um mutante que pode se mover, falar e pensar em velocidades supersônicas. Peters descreveu Mercúrio como "muito rápido, ele fala rápido, ele se move rápido. Todo o resto é muito lento comparado a ele, é como se ele estivesse sempre no caixa eletrônico esperando o desgraçado na frente dele terminar". A figurinista Louise Mingenbach, que se inspirou muito nos estilos dos anos 1970 para a maioria das roupas vistas nas cenas de 1973, fez Peters usar roupas inspiradas em 1981; esta foi a maneira de Mingenbach mostrar a irreverência de Mercúrio pelo tempo e lugar exatos.
Em X-Men: Apocalipse (2016), o personagem assume um papel narrativo muito maior. Maximoff é revelado como filho de Erik Lehnsherr / Magneto, que não tem conhecimento desse filho. Peters afirmou sobre o filme:
"Aprendi que ele é meu pai neste momento... É como uma criança adotada ou qualquer tipo de criança que tem um pai estranho tentando... Ele sabe quem ele é agora, então está tentando encontrá-lo. Ele está procurando por ele. Já se passaram 10 anos e ele não o encontrou, e então algo acontece". 
Peters também faz uma breve aparição como Mercúrio no filme Deadpool 2 (2018), junto com outros membros dos filmes anteriores da franquia X-Men.
Em X-Men: Dark Phoenix, Peters descreveu o personagem como mais maduro e contido no filme, sendo focado em usar suas habilidades para o bem como um membro dos X-Men. 

## Biografia (linha do tempo revisada)

### Vida pregressa
Peter Maximoff e suas duas irmãs, Polaris e uma irmã sem nome revelado, como mostrado em uma cena deletada de X-Men: Days of Future Past, foram criados por sua mãe, sendo que Maximoff nunca conheceu seu pai. Quando adolescente, ele usa sua super velocidade para roubar coisas.

### X-Men: Days of Future Past(2014)
Em 1973, ele recebe uma visita de James "Logan" Howlett / Wolverine, Charles Xavier / Professor X e Hank McCoy / Fera, ele é recrutado pelos três para invadir O Pentágono e resgatar Erik Lehnsherr / Magneto da prisão. Após conseguir retirar Erik de sua cela, os cinco são abordados por um grupo de policiais que atira neles, mas Peter usa sua super velocidade para desviar o caminho das balas e derrotar os policiais.

### X-Men: Apocalypse(2016)
Em 1983, Maximoff vê notícias sobre Lehnsherr, agora procurado como um criminoso internacional. Peter salva todos os mutantes e estudantes presentes na Mansão Xavier após uma explosão acontecer, ele luta contra o Apocalipse e revela a Erik que ele é seu filho na batalha final do filme.

### X-Men: Dark Phoenix(2019)
Em 1992, Maximoff acompanha vários outros X-Men em uma missão para ajudar uma nave espacial danificada, teletransportando-se para a nave descontrolada com Noturno e usando sua super velocidade para resgatar os astronautas a bordo. Durante a missão, Jean Grey é exposta a uma entidade chamada Fênix Negra, que faz a mente de Grey.

## Biografia (linha do tempo original)
Pouco se sabe da vida de Peter Maximoff na linha do tempo original, ele aparece como figurante em X-Men Origins: Wolverine (2009), como uma cobaia do projeto Arma X, junto com vários outros mutantes que posteriormente são resgatados por Logan e Kayla Silverfox.

## Recepção
O Screen Rant descreveu o personagem como "um dos personagens mais amados dos filmes dos X-Men da Fox", cuja "super velocidade foi representada com sequências em câmera lenta únicas e muitas vezes engraçadas, resultando em Mercúrio se tornando um favorito dos fãs no repertório de mutantes dos X-Men". Por sua atuação em X-Men: Apocalipse, Peters foi indicado no Teen Choice Awards de 2016 como "Ladrão de Cenas". O crítico Richard Roeper escreveu sobre o filme que a "cena marcante" é aquela em que "Mercúrio (Evan Peters) usa sua super-duper-duper-duper velocidade para salvar dezenas de estudantes, tudo ao som de Sweet Dreams (Are Made of This) do Eurythmics, descrevendo a cena como "uma sequência linda, engraçada, emocionante e totalmente mágica — tão divertida quanto qualquer coisa que eu tenha visto no cinema em muito tempo", e encerrando com a recomendação de que "você deve a si mesmo ver Mercúrio fazer o que faz".
A versão da série de filmes X-Men é uma das duas adaptações live-action do personagem dos quadrinhos, a outra aparecendo nos filmes do Universo Cinematográfico Marvel (MCU) Captain America: The Winter Soldier (2014) e Avengers: Age of Ultron (2015), retratado por Aaron Taylor-Johnson como o sujeito experimental Sokoviano Pietro Maximoff, que é irmão gêmeo de Wanda Maximoff. Em 2021, Peters apareceu na série de televisão do MCU WandaVision como o residente de Westview Ralph Bohner, que se passou por Pietro (e exibiu as habilidades de velocista de Pietro) sob o controle de Agatha Harkness. Esta aparição foi uma referência ao papel de Peters como Peter Maximoff / Mercúrio na franquia X-Men. Peters também apareceu brevemente como Bohner no episódio seis da série de acompanhamento de 2024, Agatha All Along.